# Automatenmarke

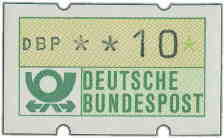
Erste Automatenmarke der Deutschen Bundespost zu 10 Pfennig. Ausgegeben vom 2. Januar 1981–31. März 1994

Eine Automatenmarke (Abkürzung: ATM) ist eine Briefmarke, die über einen Briefmarkenautomaten an Postkunden verkauft wird. Es sind – gemäß dem Beschluss des Weltpostvereins in Hamburg 1984 – Portofreimarken, die aus elektronisch gesteuerten (Münz-)Wertzeichen-Automaten ausgedruckt werden.
In der Regel erhält der Postkunde nach Bezahlung (durch Münzeinwurf oder Banknoten, Chipkarten etc.) eine im Gerät direkt auf (Sicherheits-) Papier ausgedruckte Marke, die in allen funktionalen Teilen (Wert- und Landesangabe, Posthoheitssymbole u. a.) den üblichen Freimarken entspricht.
Als Vorgänger können die Briefmarkenheftchen gezählt werden, die ebenfalls über Automaten verkauft wurden. Der Nachteil bei diesen war aber, dass man nicht eine spezielle Briefmarke kaufen konnte, sondern gleich ein ganzes Kontingent an Marken erwerben musste.

## Liste der Länder
Das erste Land, welches Automatenmarken herausbrachte, war 1969 Frankreich. Es folgten 1976 die Schweiz, 1978 Norwegen, 1979 Brasilien. In Deutschland brachte die Deutsche Bundespost erstmals 1981 Automatenmarken heraus. Österreich folgte 1984. Weitere Länder sind:
| Ersttag    | Einstellung | Land                           | Bemerkungen:                                                                                            |
| ---------- | ----------- | ------------------------------ | --- |
| 01.03.1969 |             | Frankreich                     | Postgeschichte und Briefmarken von Frankreich                                                           |
| 09.08.1976 | Mai 2011    | Schweiz                        | Postgeschichte und Briefmarken der Schweiz                                                              |
| 02.12.1978 |             | Norwegen                       | |
| 15.09.1979 |             | Brasilien                      | Erste Sonderausgabe der Welt anlässlich des Weltpostkongress in Rio de Janeiro / Brasilien 1979         |
| 02.01.1981 |             | Deutschland (West)             | - Automatenmarke (Deutschland) - Briefmarken-Jahrgang 1981 der Deutschen Bundespost                     |
| 19.05.1981 |             | Portugal                       | |
| 16.11.1981 |             | Belgien                        | |
| 01.04.1982 |             | Finnland                       | |
| 01.06.1983 |             | Österreich                     | Postgeschichte und Briefmarken von Österreich                                                           |
| 29.06.1983 |             | Island                         | |
| 18.07.1983 |             | Luxemburg                      | |
| 22.02.1984 |             | Australien                     | |
| 26.03.1984 |             | Griechenland                   | |
| 01.05.1984 |             | Vereinigtes Königreich         | |
| 26.05.1984 | 13.04.1986  | Kuba                           | |
| 18.06.1984 | 27.07.1984  | –                              | Auf dem Weltpostkongress in Hamburg vom 18. Juni bis 27. Juli 1984 wurde ein Beschluss zur ATM gefasst. |
| 03.09.1984 |             | Neuseeland                     | |
| 29.10.1984 |             | Åland                          | |
| 17.11.1984 |             | Kuwait                         | - 17.11.1984–7.10.1985 - 09.01.1989–08.05.1990 - und seit 27.05.1992                                    |
| 24.10.1985 | 1992        | Simbabwe                       | |
| 04.08.1986 | 10.08.1986  | Pitcairn                       | Anlässlich der Briefmarkenausstellung STAMPEX86 in Adelaide                                             |
| 14.08.1986 | 22.10.1994  | Südafrika                      | |
| 30.12.1986 |             | Hongkong                       | |
| 04.05.1987 |             | Deutschland (Westberlin)       | - Automatenmarke (Deutschland) - Briefmarken-Jahrgang 1987 der Deutschen Bundespost Berlin              |
| 25.05.1987 |             | Malaysia                       | |
| 24.12.1987 |             | Türkei                         | |
| 30.03.1988 | 27.11.1990  | Südwestafrika                  | |
| 19.04.1988 |             | Singapur                       | |
| 17.11.1988 |             | Israel                         | |
| 02.03.1989 |             | Bolivien                       | |
| 29.05.1989 |             | Zypern                         | |
| 22.08.1989 |             | Niederlande                    | |
| 23.08.1989 |             | Vereinigte Staaten von Amerika | |
| 15.09.1989 |             | Spanien                        | |
| 07.03.1990 |             | Papua-Neuguinea                | |
| 16.04.1990 |             | Mexiko                         | |
| 05.10.1990 |             | Dänemark                       | Post Danmark                                                                                            |
| 08.10.1990 |             | Irland                         | |
| 12.04.1991 |             | Schweden                       | |
| 14.04.1992 |             | Deutschland                    | Erste gesamtdeutsche Automatenmarke - Automatenmarke (Deutschland)                                      |
| 02.11.1992 |             | Tunesien                       | |
| 12.07.1993 |             | Costa Rica                     | |
| 19.10.1993 |             | Macau                          | |
| 03.05.1994 |             | Lettland                       | |
| 03.10.1994 |             | Indonesien                     | |
| 02.03.1995 |             | Rumänien                       | |
| 31.07.1995 |             | Taiwan                         | |
| 09.10.1995 |             | Litauen                        | |
| 04.12.1995 |             | Liechtenstein                  | |
| 27.12.1995 | 15.01.1996  | Argentinien                    | Mitte Januar 1996 wegen technischer Probleme eingestellt                                                |
| 01.09.1996 |             | Andorra                        | |
| 05.03.2000 |             | Tschechien                     | |
| 18.12.2001 |             | Slowakei                       | |
| 09.10.2008 |             | Färöer                         | Postgeschichte und Briefmarken der Färöer                                                               |
| 17.08.2009 |             | Grönland                       | |

### Kataloge und Handbücher
- Michel-Katalog (Automatenmarkenkatalog)
- Markus Seitz: Automatenmarken-Briefmarken Ganze Welt Klassik (1969–1999), Handbuch und Spezialkatalog 2008, 6. Auflage, 474 Seiten, ISBN 978-3-905354-08-9

### Allgemeines
- Hans-Jürgen Tast Abenteuer schreiben. Briefe, Reisen, Automaten (Schellerten 2008), ISBN 978-3-88842-038-2
- postfrisch, Das Philatelie-Journal der Deutschen Post AG
  - November/Dezember 2008; Auf Knopfdruck passende Marken; S. 30 f.
- philatelie – Das Magazin des Bundes Deutscher Philatelisten
  - Ausgabe 382, April 2009, 61. Jahrgang, Volker Neumann: Automatenmarken International, S. 42 ff.
- Deutsche Briefmarken-Zeitung
  - Ausgabe Nr. 11/2000, Markus Seitz: Automatenmarken weiterhin auf Erfolgspur., S. 8 bis 15 (Titelthema)
- Briefmarkenspiegel
  - Ausgabe vom November 2008, Der Umgang des Sammlers mit Automatenmarken., S. 32
- InfoBrief: ATM. Ein Kulleraugen-Informationsdienst (Schellerten), ISSN 0933-1409 (seit Oktober 1984)